# Radar-Geheimpolizei
Radar-Geheimpolizei ist ein US-amerikanischer Kriminalfilm aus dem Jahr 1950 von Sam Newfield mit John Howard und Adele Jergens in den Hauptrollen. Der Film wurde von Lippert Productions, Inc. produziert.

## Handlung
Eine Spezialeinheit der Polizei, die Radar-Geheimpolizei, wird gegründet, die mit der neuesten Radar-Technologie, dem Telemeter, ausgerüstet wird. Zur gleichen Zeit erfährt Lila, Freundin des Gangsters Mickey Moran, von einer Lkw-Ladung Uran, die Moran an sich bringen will. Die Uranladung wird mit dem Telemeter überwacht, das auf dem Dach eines Lieferwagens installiert ist.
Der Lkw, der auf dem Weg zu einem Atomkraftwerk ist, wird von zwei Männern gekapert, die den Fahrer töten. Die Radartechniker erkennen, dass der Lkw von der geplanten Route abweicht und alarmieren die Spezialeinheit. Der Gangster Blacky, der mit der Kellnerin Marge ein ehrliches Leben beginnen will, wird festgenommen, doch der andere Fahrer kann mit dem Lkw entkommen. Michael, der das Uran von Moran abkaufen will, fordert, dass der Lkw zerstört und das Uran auf seine Yacht gebracht wird. 
Als Polizeibeamte bei Blacky ein Foto von Marge finden, kommen sie durch einen Anruf Marges auf Morans Spur. Der Radartechniker Bill Travis kann den Lkw lokalisieren, dem die Polizisten nun folgen. Zwar kann ein Teil des Urans sichergestellt werden, doch die Verbrecher können erneut entkommen. Bill wird von Moran niedergeschlagen und von Marge gefunden. Er erkennt die als Blackys Freundin wieder und bringt sie dazu, ihm zu helfen. Michael heckt einen Plan aus, um die Polizei in die Irre zu führen. Einer von Morans Männern soll mit einer kleinen Menge Uran losfahren und für Ablenkung sorgen, während der Hauptteil zu den Docks gefahren wird. Der Wagen zur Ablenkung verunglückt, wie von Moran geplant. Ein Helikopter ortet den Lkw, es kommt zu einer Schießerei zwischen der Polizei und der Gang. Moran wird verletzt und flüchtet sich zu Lila, bei der er auf Michael stößt. Michael schießt Moran an, als Marge auftaucht und Blackys Freilassung fordert. Ansonsten werde sie Moran erschießen. Moran erschießt Marge, dann erscheint Bill, der Marge gefolgt ist und kann mit weiteren Polizisten die Verbrecherbande festnehmen. Bills Chef Hamilton teilt ihm mit, dass das Budget der Radareinheit durch den Erfolg für weitere Entwicklungen erhöht wurde. 

## Produktion

### Hintergrund
Gedreht wurde der Film von Ende Oktober bis Anfang November 1949 in den Universal-Studios in Universal City und in den Sutherland-Studios in Los Angeles.

### Stab
Archie R. Dalzell arbeitete als Kameratechniker.

## Synchronisation
| Rolle        | Schauspieler    | Deutscher Synchronsprecher |
| ------------ | --------------- | -------------------------- |
| Bill Travis  | John Howard     | Wolf Martini               |
| Lila         | Adele Jergens   | Marianne Kehlau            |
| Mickey Moran | Tom Neal        | Arno Assmann               |
| Marge        | Myrna Dell      | Sabine Krebs               |
| Phil Box     | Sid Melton      | Alfons Teuber              |
| Static       | Ralph Byrd      | Ernst Markwardt            |
| Benson       | Robert Kent     | Heinz Engelmann            |
| Hamilton     | Pierre Watkin   | Klaus W. Krause            |
| Michael      | Tristram Coffin | Wolfgang Eichberger        |
| Blacky       | Riley Hill      | Adi Lödel                  |
| Tom          | Robert Carson   | Leopold Reinecke           |

## Veröffentlichung
Die Premiere des Films fand am 28. Januar 1950 statt. In der Bundesrepublik Deutschland kam er am 23. September 1952 in die Kinos.

## Kritiken
Das Lexikon des internationalen Films schrieb: „Unbeholfenes B-Movie.“
Der Kritiker des TV Guide sah einen nachlässig gemachten, ziemlich dummen Film.